# Alpina equestrata
Alpina equestrata là một loài bướm đêm trong họ Geometridae.